# Lomas de Santa Anita, Baja California
Lomas de Santa Anita är en ort i Mexiko.   Den ligger i kommunen Tecate och delstaten Baja California, i den nordvästra delen av landet, 2 300 km nordväst om huvudstaden Mexico City. Lomas de Santa Anita ligger 569 meter över havet och antalet invånare är 6 604.
Terrängen runt Lomas de Santa Anita är kuperad. Runt Lomas de Santa Anita är det ganska glesbefolkat, med 22 invånare per kvadratkilometer. Närmaste större samhälle är Tecate, 3,7 km nordost om Lomas de Santa Anita. Omgivningarna runt Lomas de Santa Anita är i huvudsak ett öppet busklandskap.